# Yoo Jin-sun
Yoo Jin-sun (kor. 유진선; * 12. Juli 1962 in Seocheon, Chungcheongnam-do) ist ein ehemaliger südkoreanischer Tennisspieler.

## Werdegang
Yoo Jin-sun konnte in seiner Karriere keine größeren Erfolge auf der ATP Challenger Tour oder höher erzielen. Auch für Grand-Slam-Turniere konnte er sich nie qualifizieren.
Bei den Asienspielen 1986 gelang es Yoo Jin-sun, in allen Disziplinen, in denen er antrat, die Goldmedaille zu gewinnen. So gewann er die Einzel-, die Doppel-, die Mixed- und die Mannschaftskonkurrenz.
Er nahm im Jahr 1988 an den Olympischen Spielen in Seoul teil. In der Auftaktrunde der Einzelkonkurrenz unterlag er dem Israeli Amos Mansdorf in drei Sätzen und schied damit aus. In der Doppelkonkurrenz schied er gemeinsam mit Kim Bong-soo ebenfalls bereits in der ersten Runde aus. Er und Kim unterlagen den Indern Anand und Vijay Amritraj in drei Sätzen.
Yoo Jin-sun bestritt zwischen 1984 und 1990 insgesamt 17 Begegnungen für die südkoreanische Davis-Cup-Mannschaft. Dabei ist sowohl seine Einzelbilanz mit 8:5 als auch seine Doppelbilanz mit 10:6 positiv.